# Placerita Canyon
Placerita Canyon is een gebied in de San Gabriel Mountains ten noorden van Los Angeles, vlak bij Santa Clarita, in de Amerikaanse staat Californië. Op 9 maart 1842 vond er de eerste gedocumenteerde goudvondst in Californië plaats. In 1950 heeft de staat Californië in het gebied het Placerita Canyon State Park gesticht.

## Geschiedenis
Begin 19e eeuw maakte het gebied deel uit van de Mexicaanse staat Alta California en heette het San Feliciano Canyon. In 1839 kende de Mexicaanse regering er een rancho toe aan Antonio Del Valle, een Mexicaanse legerofficier, vanwege zijn verdiensten voor de staat. Del Valle verhuurde een deel van zijn bijna 20.000 hectare grote bezit aan Francisco Lopez, een oom van zijn vrouw. Lopez, telg van een aristocratische Mexicaanse familie, was een mineraloog die mijnbouw had gestudeerd in Sonora, Mexico.

### Goudvondst
Op 9 maart 1842 ontdekte Francisco Lopez goud in het gebied dat hij in gebruik had. Over de exacte plaats van de vondst en de precieze omstandigheden waaronder Lopez het goud ontdekte bestaan meerdere lezingen. De meeste daarvan dateren van 25 jaar na de vondst of zijn van nog latere datum. De gangbare mening is dat 9 maart 1842 de juiste datum is; er zijn echter ook aanwijzingen dat de vondst een jaar eerder gedaan zou kunnen zijn.
In een brief van 4 april 1842 vroeg Lopez, samen met twee anderen, aan Juan Bautista Alvarado, de gouverneur van Alta California, toestemming om de mijn te exploiteren. Het origineel van de brief wordt bewaard in de National Archives in Washington D.C. en is het officiële bewijs van de eerste gedocumenteerde goudvondst in Californië. Op 13 april 1842 meldde de krant van Los Angeles dat de regering van Mexico die toestemming verleend had. Het nieuws verspreidde zich en ongeveer 2000 goudzoekers trokken naar de vindplaats. Zij waren voornamelijk afkomstig uit Sonora, de geboortestreek van Lopez. In de jaren daarna werd naar schatting voor 80 tot 100.000 dollar aan goud opgegraven in het gebied. Het dal kreeg de naam Placerita Canyon, naar het Spaanse woord placerita, het verkleinwoord van placer wat een term is voor ondiep en zandig terrein waar goud of ander edelmetaal kan worden gevonden.
Goudzoekers bleven gedurende de 19e eeuw actief in het gebied. De methoden die zij toepasten waren primitief. De meeste goudzoekers wasten het goud met een goudpan uit de modder die ze uit de riviertjes schepten. Omdat die vaak droog stonden waren de activiteiten niet erg lonend. De gemiddelde dagopbrengst was 500 dollar oftewel 2 dollar per man.
Op verzoek van Lopez stuurde zakenman Abel Stearns op 22 november 1842 een hoeveelheid van ongeveer 500 gram goud naar de Munt van de Verenigde Staten voor analyse. In een memorandum bevestigde de Munt dat het goud ontvangen was op 8 juli 1843 en na het smelten een gewicht had van 541,48 gram, een zuiverheid van 926 en een waarde van 344,75 dollar.
Op 6 juli 1867 heeft Stearns in een correspondentie over de zending naar de Munt zijn ontmoeting met Lopez beschreven. Daarbij meldde hij dat Lopez hem persoonlijk had verteld onder welke omstandigheden het goud was gevonden: Lopez was met een metgezel op zoek naar een paar verdwaalde paarden. Rond het middaguur stopten ze bij enkele bomen, spanden hun paarden uit om ze te laten eten en rustten zelf uit in de schaduw. Lopez groef daar met zijn mes een aantal wilde uien op en ontdekte daartussen een stukje goud. Verder zoekend vond hij meer stukjes.
Omstreeks 1920 werd de canyon gekocht door Frank R. Walker. Hij bouwde er een hut waarin hij ging wonen met zijn vrouw en tien kinderen. Hij verhuurde het ruige gebied aan vroege filmmaatschappijen die er vele westerns opnamen.

### Affidavits

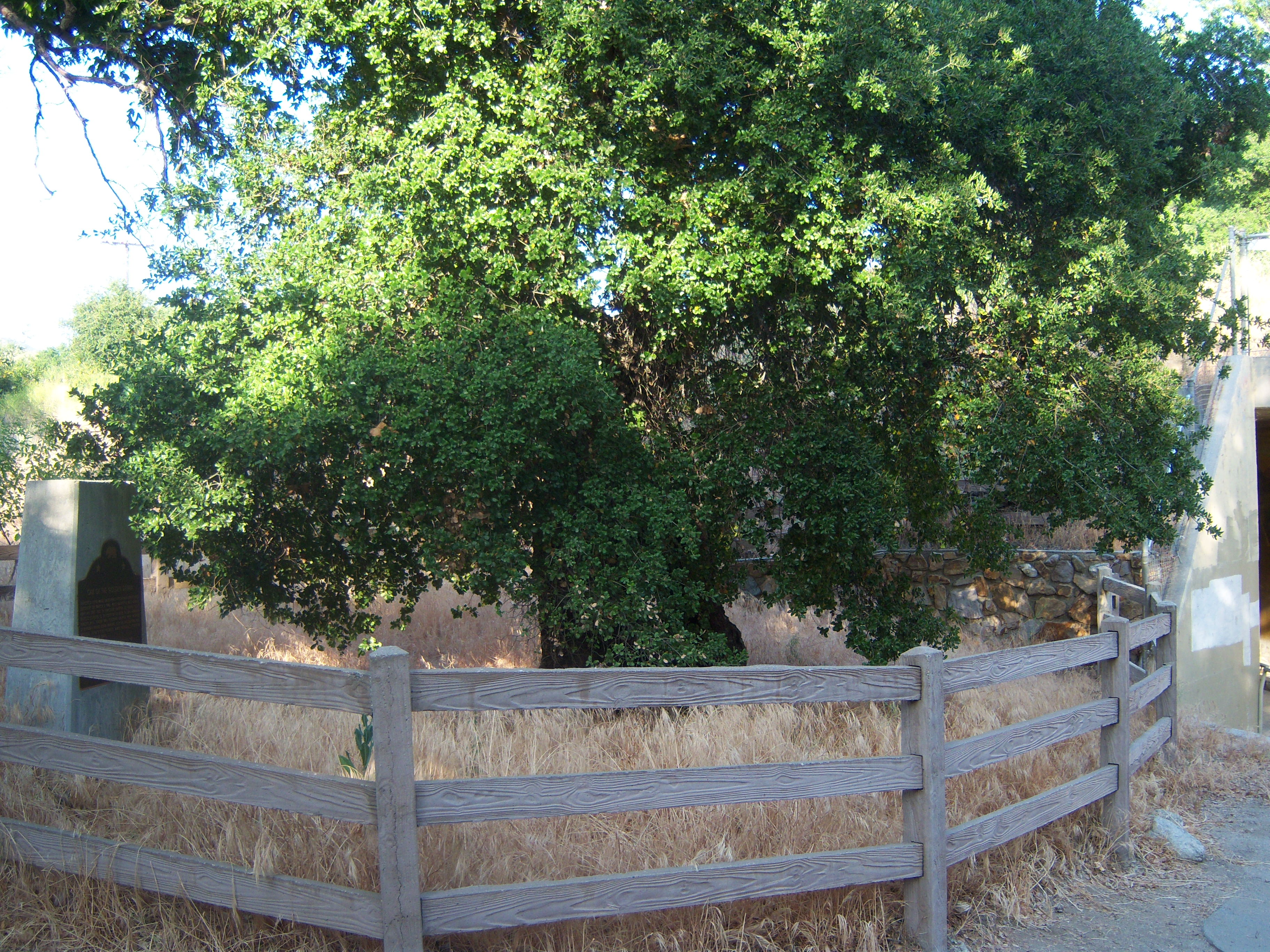
Eik van de Gouden Droom in 2008

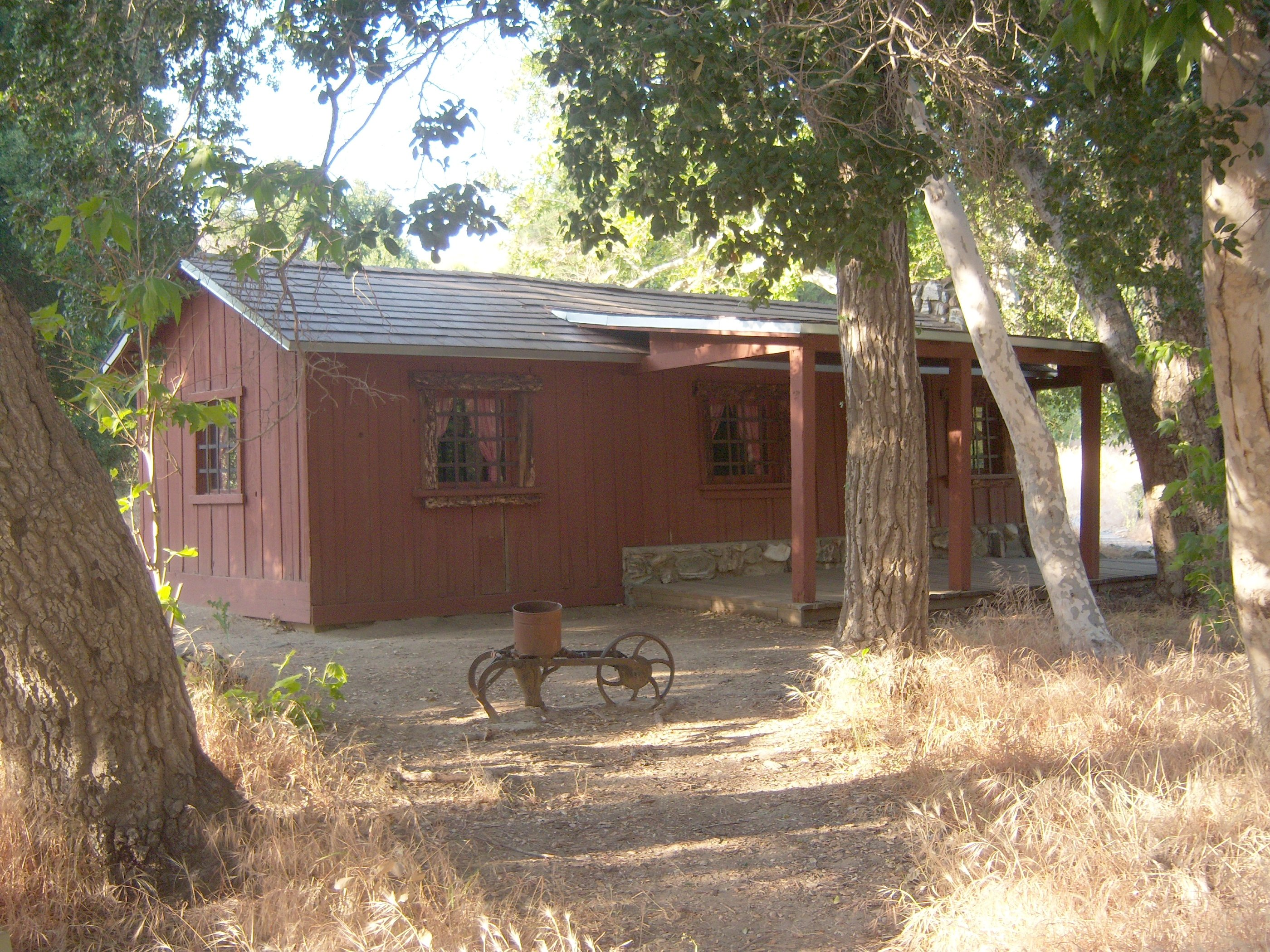
De gerestaureerde hut van Walker

Op 23 februari 1930 ondertekende Francisca Lopez de Belderrain, een verre verwante van Lopez, een affidavit waarin ze onder ede verklaarde dat Francisco Lopez indertijd onder een eik in slaap gevallen was en droomde dat hij baadde in een poel van vloeibaar goud. Wakker geworden groef hij met zijn mes wilde uien op om zijn honger te stillen en vond daarbij goud.
Op 1 maart daaropvolgend ondertekende Frank Walker onder ede een verklaring die inhield dat Francisca Lopez de Belderrain hem de plaats getoond had waar Francisco Lopez zijn gouden droom had beleefd. Het was een heuvel van granieten rotsen aan de voet van een eeuwenoude eik.
Ruim een week later, op 9 maart 1930 werd door een aantal plaatselijke verenigingen een ceremonie georganiseerd. Daarbij werden in aanwezigheid van Francisca Lopez de Belderrain en Frank Walker twee plaquettes onthuld. Een daarvan was op de boom aangebracht die de naam "Oak of the Golden Dream" (Eik van de Gouden Droom) kreeg. De andere was geplaatst op een stapel rotsen en markeerde volgens de erop aangebrachte tekst de plaats waar Francisco Lopez 88 jaar eerder goud had ontdekt.

## Placerita Canyon State Park
Vanaf die tijd is Placerita Canyon een toeristische attractie en in 1950 werd in het gebied het Placerita Canyon State Park gesticht met als doel om de vindplaats van het eerste officiële Californische goud te beschermen. Het park ligt in het overgangsgebied van de San Gabriel Mountains en de Mojavewoestijn, en bevat zandsteenformaties, periodieke rivieren met eikenbossen langs de oevers, evenals gebieden met inheemse populieren en esdoorns.
Belangrijke attracties in het park zijn de "Eik van de Gouden Droom" en een natuurcentrum met wandel- en natuurpaden. De hut waarin de familie Walker woonde is gerestaureerd en dient nu als museum. 